# She Loves Me Not (canção)
"She Loves Me Not" é um single lançado por Papa Roach.

## Desempenho nas paradas musicais
| Parada musical (2002)              | Melhor posição |
| ---------------------------------- | -------------- |
| Estados Unidos (Billboard Hot 100) | 76             |